# Aristides Maillol
Aristides Maillol (Banyuls de la Marenda, 8 de desembre del 1861 – 27 de setembre del 1944) fou un escultor, pintor i gravador català.
| «                                                                              | Aquestes idees arcaiques, gregues, foren la gran novetat que Maillol aportà en el corrent de l'escultura moderna. El que s'ha d'estimar dels antics no és pas la seva antigor; és la seva permanent, renovada novetat, que deuen a la naturalesa i a la raó, que en la naturalesa descobreixen. | » |
| — Josep Pla. «Arístides Maillol, escultor» dins Homenots, 3a sèrie. OC XXI, 19 | |   |

## Biografia
A l'edat de tretze anys pinta una marina, el seu primer quadre. A 18 anys publica una revista, La Figue; ell n'és l'únic redactor, impressor, il·lustrador i, finalment, l'únic client.
Després d'una estada a Perpinyà, parteix a París, on després de moltes temptatives és admès el 1885 a l'École des Beaux-Arts; és en aquesta època que passa més penúries i que fa amistat amb Antoine Bourdelle i Paul Gauguin. Va entrar en el grup del nabís, i durant una primera etapa va fer pintures i ceràmiques d'estètica nabí.
Comença a interessar-se pels tapissos i en fa diverses exposicions, però el treball de la tapisseria li afecta la vista i l'obliga a abandonar definitivament aquest art. Aleshores es dedica exclusivament a l'escultura; molt influït pel seu amic Gauguin, les seves escultures tenen un caràcter alhora solemne i simple, amb un gran equilibri i sempre les enquadra en figures geomètriques, centrant-se en el nu femení.
El 1905 li arriba la fama al Saló de l'Automne, on hi exposa la Mediterrània. Aquesta lliçó nord-catalana triomfa el 1905 al Saló de Tardor de París per via d'Aristides Maillol, que, segons Maurice Denis, sap unir la virtut del classicisme a la ingenuïtat del primitivisme. La serenitat, així com la força arcaïtzant de la seva obra Mediterrània, lloada per André Gide, li permet de refermar en la història de l'escultura, mitjançant el llegat grec, la primacia de la forma per sobre del tema. Amb aquesta obra, Maillol obre per l'escultura un nou camp d'experimentació. El català ha sabut regenerar aquest gènere per a oferir-li un gran període postrodinià, ja que si l'obra del mestre de Meudon requereix la sensació incontrolada, d'un realisme galvanitzat per una forma flamígera al límit de l'esbós, característic d'un expressionisme nòrdic, la del mestre de Banyuls de la Marenda respon a la d'un retorn a la forma pura i a la síntesi absoluta portada per la llum del Mediterrani.
A partir d'ací, fa exposicions a París, Nova York, Berlín, Chicago, etc. Té encàrrecs i també il·lustra diversos llibres.
Fou molt amic de Sunyer i de Togores, i els va ajudar sovint durant l'època de l'ocupació franquista de Catalunya. També ho fou de l'escultor català Joaquim Claret, qui havia treballat al seu taller de Marly-le-Roi entre 1907 i 1908.
Amb la decisió dels artistes de l'Escola Rossellonesa, una vegada formats a París, de tornar a viure i treballar a llur país, el panorama artístic nord-català es consolida i esdevé un referent per a la nova generació d'artistes emergents. Mentre que Maillol pren per deixebles Elie Rocaries, Enric Frère, Gaspar-Maillol, per tècnics Joaquim Claret o Ricard Guinó i influencia nombrosos artistes joves com Jordi Caseblanque o Roger Maureso, per la seva banda Terrús forma Enric Escarrà i Gustau Violet i pren sota la seva protecció Marcel Gili i Pierre Bardou. Artistes com Martí Vives, Camil Descossy, Andreu Suspuglas, Lluís Cazals o Marcel Delaris fan aleshores les primeres exposicions.
Maillol pinta i dibuixa molt; comença el 1940 la seva darrera estàtua: L'harmonia, que no arribarà a acabar. Es mor a la seva casa de Banyuls el 27 de setembre de 1944, a vuitanta-tres anys, després d'un accident de cotxe, quan tornava d'una visita a Raoul Dufy a Vernet dels Banys.

### La casa museu
La seva casa prop de Banyuls es va inaugurar com a museu el 1994, i conté una col·lecció d'escultures i dibuixos. Un altre museu de la seva obra es va inaugurar a París el 1995, el Musée Maillol, fundat per la col·leccionista i marxant d'art, Dina Vierny, model predilecta i companya platònica de Mallol durant els 10 anys darrers de la vida del pintor.
Maillol "parlava català, anava amb espardenyes, duia faixa i barretina, ballava sardanes" i afirmava: "Jo considero Catalunya la meva veritable pàtria".

## Obres
Aquí una llista parcial d'algunes obres del mestre.

### Escultures
- Leda, 1900
- Noia ajupida, circa: 1900 actualment al Museu Deu del Vendrell
- Mediterrània, 1902, actualment al Museu d'Orsay
- Corredor ciclista, 1907
- Tors d'estiu, 1910-11, emplaçada a Barcelona, al costat del MNAC
- Monument a Cézanne, 1912/1925
- L'Illa de França, 1925
- Dina, 1939/1940
- etc.

### Tapissos
- El llibre
- El jardí
- Música per a la princesa

### Il·lustracions
- Les Èglogues de Virgili, 1925
- L'Art d'estimar d'Ovidi, 1935
- Cantilena, de Josep Sebastià Pons, 1937
- Cants pour elle, de Paul Verlaine, 1939
- El Livret des folastries de Ronsard, 1940
- Les Geòrgiques de Virgili, 1950

## Llista parcial d'obres de Maillol
Aquí una llista parcial il·lustrada, en format taula.
| Imatge | Datació   | Títol                               | Tècnica i notes | Localització i procedència |
| ------ | --------- | ----------------------------------- | --- | --- |
|        | 1933      | Monuments als morts de les guerres  | Pedra N'hi ha una rèplica en bronze en el lloc original; aquest s'ha traslladat per raons de conservació | Banyuls de la Marenda |
|        | 1922      | Monument als morts de Ceret         | Pedra de gres | Ceret |
|        | 1922      | Monument als morts d'Elna           | Bronze | Elna |
|        | 1919-1923 | Monument als morts                  | Pedra calcària | Portvendres |
|        | 1938      | L'aire                              | Bronze | París, Jardins du Carrousel Otterlo, Kröller-Müller Museum Hannover, Georgsplatz                                                 |
|        | 1938      | L'aire                              | Pedra Monument als aviadors dels correus aeris | Tolosa de Llenguadoc, Les Abattoirs                                                                                              |
|        | 1905-1908 | L'acció encadenada                  | Bronze | Puget-Théniers, Place du Pré-du-Foire Rèplica a París, Jardins de les Teuleries                                                  |
|        | 1905      | La Mediterrània                     | Bronze | París, Jardins du Carousel Rèplica a: Perpinyà, Pati de la Casa de la Ciutat                                                     |
|        | 1921      | Banyista arreglant-se els cabells   | Bronze | París, Jardins du Carousel |
|        | 1937      | Banyista amb túnica                 | Bronze Nota: algunes fonts indiquen 1921 com a data... | París, Jardins du Carousel Rèplica a Porto, als jardins de la Fundació de Serralves, des del 2011.                               |
|        | 1910      | L'estiu                             | Bronze | París, Jardins du Carousel |
|        | 1911      | L'estiu sense braços (Tors d'estiu) | Bronze 163 cm Nota: La rèplica a Barcelona fou regalada a la ciutat pels empresaris de l'Associació Barcelona Olímpica el 1992 | Perpinyà, Avinguda Arístides Maillol (Passejada dels Plàtans) Rèplica a Barcelona, jardins del MNAC, sota el nom de Tors d'estiu |
|        | 1910      | Flora                               | Bronze | París, Jardins du Carousel |
|        | 1912      | Homenatge a Cézanne                 | Plom | París, Jardins du Carousel (des de 1929)                                                                                         |
|        | 1918-1925 | Tors de Venus                       | Bronze D'aquesta escultura se'n va fer un tiratge de 6 exemplars, probablement ca. 2008 o 9 (?), un dels quals, amb dimensions de 115 cm x 48 cm x 33cm, fou exposat a La Pedrera de Barcelona el 2009-2010, després adquirit per la GenCat per emplaçar prop de la Delegació a Girona el 2010. | París, Museu Maillol. Rèplica a Girona, al Passatge d'Arístides Maillol, des del 2010.                                           |
|        | 1925      | La muntanya                         | Plom | París, Jardins du Carousel (des de 1964)                                                                                         |
|        | 1909      | La nit                              | Bronze | París, Jardins du Carousel (des de 1964)                                                                                         |
|        | 1930      | Les tres nimfes                     | Plom | París, Jardins du Carousel (des de 1964)                                                                                         |
|        | 1910      | Pomona                              | Bronze | París, Jardins du Carousel (des de 1964)                                                                                         |
|        | 1938      | El riu                              | Bronze | París, Jardins du Carousel (des de 1964)                                                                                         |
|        | 1928      | Venus                               | Bronze | París, Jardins du Carousel (des de 1964)                                                                                         |